# Adi Tekelezan
Tiểu vùng Adi Tekelezan là một tiểu vùng ở khu vực tây bắc Anseba (Zoba Anseba) của Eritrea. Thủ phủ nằm ở Adi Tekelezan.